# 石間秀機
石間 秀機（いしま ひでき、1944年3月21日 - ）は、日本のロックギタリスト。インド音階を駆使したラーガ奏法のシタール奏者。北海道札幌市出身。以前は、「石間秀樹」や「石間ヒデキ」の芸名で活動していた。

## 来歴
高校卒業後に本格的にギターを始め、札幌で「ジャローズ」というバンドを結成。その後上京し、1966年にGSグループ「ジ・アウトロウズ」（後にザ・ビーバーズと改名）を結成。1967年シングル「初恋の丘」でデビューしたが、1969年解散。
同年、内田裕也に誘われ、ロックバンド「フラワーズ」にリード・ギタリストとして参加する。同バンドはメンバー・チェンジを経て「フラワー・トラベリン・バンド」（通称：FTB）となり、翌年アルバム『anywhere』でデビュー。アルバムほぼ全曲の作曲を担当するなど、ボーカルのジョー山中とともに中心メンバーとして活躍した。
1973年、「フラワー・トラベリン・バンド」解散。解散後はソロアルバム『ONE DAY』（石間ヒデキ名義）の製作・杉田二郎とのコラボレーションを行う。
1974年、チト河内・篠原信彦・後藤次利らとともにトランザムを結成。アルバム『トランザム』などを製作したが、翌年脱退。以後はソロのミュージシャンとして、ジョー山中などのアルバムに参加。
1980年、GS時代からの盟友・萩原健一と「ドンジュアンR&Rバンド」 を結成。精力的なライヴ活動を行う一方、『DONJUAN』(80)、『デランジェ』(82)などのアルバムを製作。
1983年、神代辰巳監督の映画『もどり川』の音楽を担当。1985年には、沢田研二と「CO-CóLO」を結成。1988年までにアルバムを3枚製作し、ツアーも積極的に行った。
1995年ごろにインドに渡る。
1998年インド・ビシュヌプール派最高峰のシタール奏者・パンディット・モニラグ・ナグと出会い、彼に師事。その後、シタールとギターを融合させたオリジナル楽器・シターラを開発し、シターラ・シタールによる本格的活動を開始。
2000年、篠原信彦とユニット「Pythagoras Party」を結成。屋敷豪太などを共演者に迎え、アルバム『MORE-ish』をリリース。
2002年、深町純・堀越彰とユニット「NEO.JP」を結成。
2007年、インストゥルメンタル・グループ「VIEW」を結成、現在もライブ活動を中心に精力的な活動を展開中。
2008年、フラワー・トラベリン・バンドでのオリジナルメンバーによる再始動を発表した。

## 使用楽器
60年代からのテレキャスター愛用者だが、フラワー・トラベリン・バンド時代はギブソンのレスポールも使用していた。2000年頃ネック部分にシタール、ボディ部分にギターを用いたオリジナル楽器「シターラ」を開発。これはシタールの奏法でギターサウンドを表現することを目的としたもので、普通のギターに比べてネックの幅はかなり広く、ボディの大部分は空洞になっている。チューニングは3音半下げで、6弦からA-D-G-C-E-A

## エピソード
- バンドを組む前は、洋楽のコピーを沢山やっていた。だがある日、それでは追いつくことは出来ても、永遠に追い越すことは出来ないということに気づき、オリジナルを作るようになったという。フラワー・トラベリン・バンドの楽曲は、あくまでもやりたいことを自然にやっていた結果とのこと[3]。
- 頭脳警察のパンタとは40年来の親交がある。英語詞が主体であったフラワー・トラベリン・バンドと、日本語ロックを標榜した頭脳警察とは、音楽的には対立する部分もあったが、ともに実力は認め合っており、石間は1972年の頭脳警察のアルバム『頭脳警察3』に楽曲参加している[4]。
- 竹田和夫[5]、高崎晃[6]、ROLLY[7]、スウェーデンのプログレッシブ・メタルバンド・「オーペス」のリーダーのミカエル・オーカーフェルト[8] は、自身が影響を受けたギタリストの一人に、石間の名前を挙げている

## ディスコグラフィー
「ザ・ビーバーズ」、「フラワーズ」、「フラワー・トラベリン・バンド」、「トランザム」、「CO-CóLO」のメンバーとしての活動は、当該項目を参照

### アルバム
- ONE DAY （1973年）-　「石間ヒデキ」名義、唯一のソロアルバム

### 参加作品
- 切狂言（1970年）-　クニ河内とかれのともだち（クニ河内、ジョー山中、石間秀樹）名義
- 瀬川洋 『ピエロ』 1972年
- 頭脳警察 『頭脳警察3』 #12「光り輝く少女よ」 1972年
- 杉田二郎 『夢袋』 1974年
- 中山ラビ 『ラビ 女です』 1975年
- ジョー山中 『新しい世界へ』 1977年
- クニ河内　『愛はまだ氷りついたまま』 1977年
- 佐々木久美 『長唄』 1978年
- ジョー山中 『武道館ライブ』 1978年
- 宇宙循環 （1978年、篠原信彦とのユニット「BAND AIDE」名義）
- ジョー山中 『GOIN' HOME 』 1979年
- 萩原健一と「ドンジュアンR&Rバンド 『DONJUAN』 1980年
- 萩原健一と「ドンジュアンR&Rバンド 『デランジェ』 1982年
- 根津甚八 『火男』 1982年
- 伊藤詳 『心気・japanesque - やすらぎの道』 1984年
- ジョー山中 『REGGAE VIBRATION Ⅲ』 1984年
- 山崎ハコ 『光る夢』 1984年
- 佐藤隆 『日々の泡』 1986年
- ふきのとう 『星空のページェント』 1986年
- MORE-ish （2000年、篠原信彦、屋敷豪太、クマ原田とのプロジェクト「Pythagoras Party」名義）
- クニ河内　『クニさんのまど　まどさんのクニ』 2002年
- PANTA　『波紋の上の球体』 2002年
- PANTA　『2002 NAKED TOUR』 2003年
- 丸尾めぐみ 『VIBRA STAR～恒星奏振器』 #12「サイレント」 2004年
- Damo Suzuki's Network 『Damo Suzuki's Network /11-06-10』 2011年

### サウンドトラック
- 書を捨てよ町へ出よう （寺山修司監督、ATG、一部楽曲参加、1971年）
- 人妻集団暴行致死事件 （田中登監督、にっかつ、篠原信彦と共同担当、1978年）
- もどり川 （神代辰巳監督、東宝東和、同上、1983年）
- 美加マドカ 指を濡らす女 （神代辰巳監督、にっかつ、同上、1984年）

### 舞台音楽
- ブラブラ男爵 （劇団天井桟敷、1970年）　※石間が当作品のために書き下ろした「親父なんか大嫌いだのロック」などの楽曲は、天井桟敷が参加した映画「書を捨てよ町へ出よう」（前出）でも使用された

## 参考
- 『ミュージック・ライフ』1977年6月号
- 『YOUNG GUITAR』2004年10月号
- 難波弘之・井上貴子編『証言！日本のロック70's vol.2 ニュー・ミュージック～パンク・ロック編』2009年、アルテスパブリッシング